# Tekrum

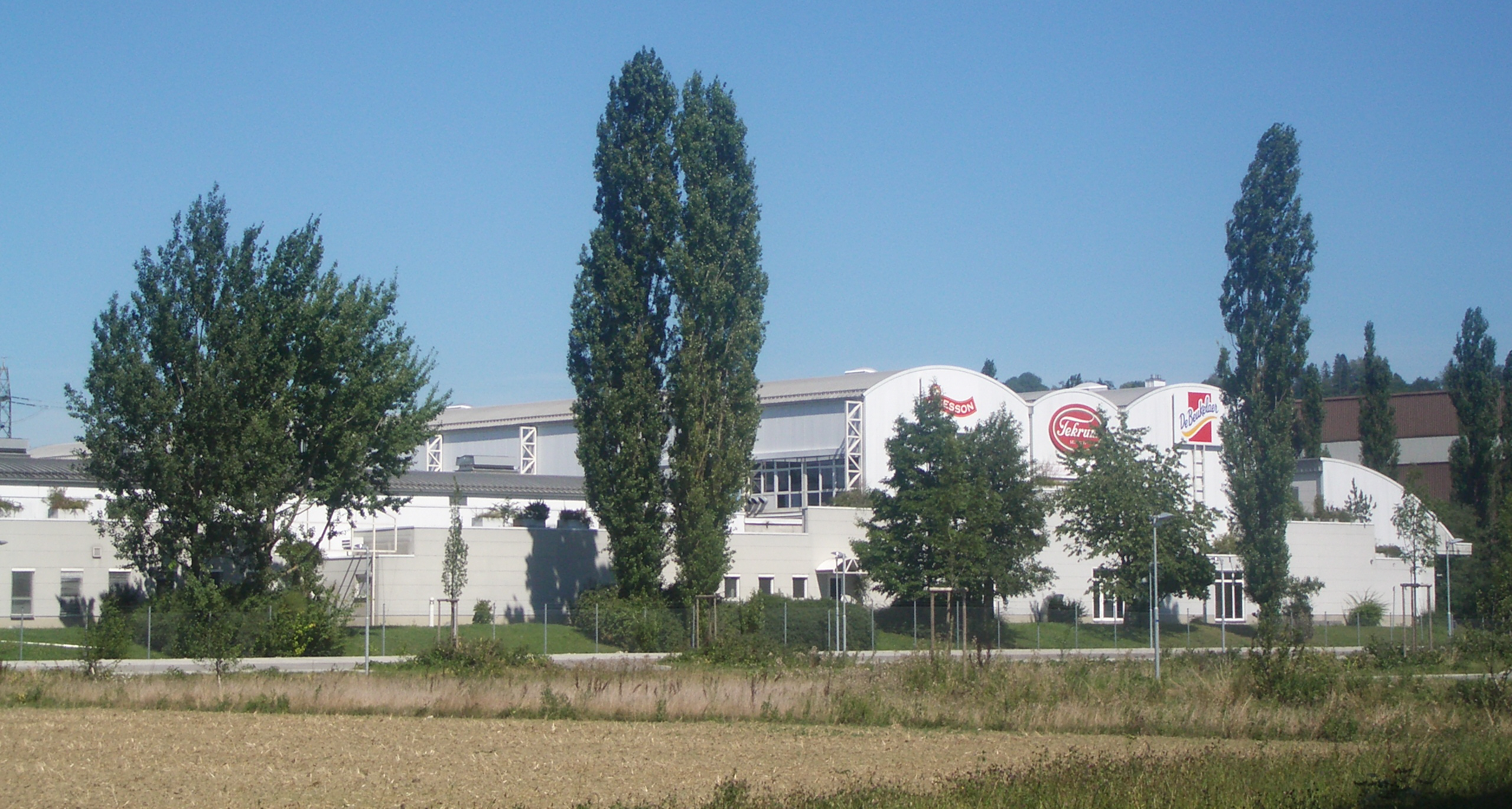
Griesson – de Beukelaer Werk Ravensburg (2007)

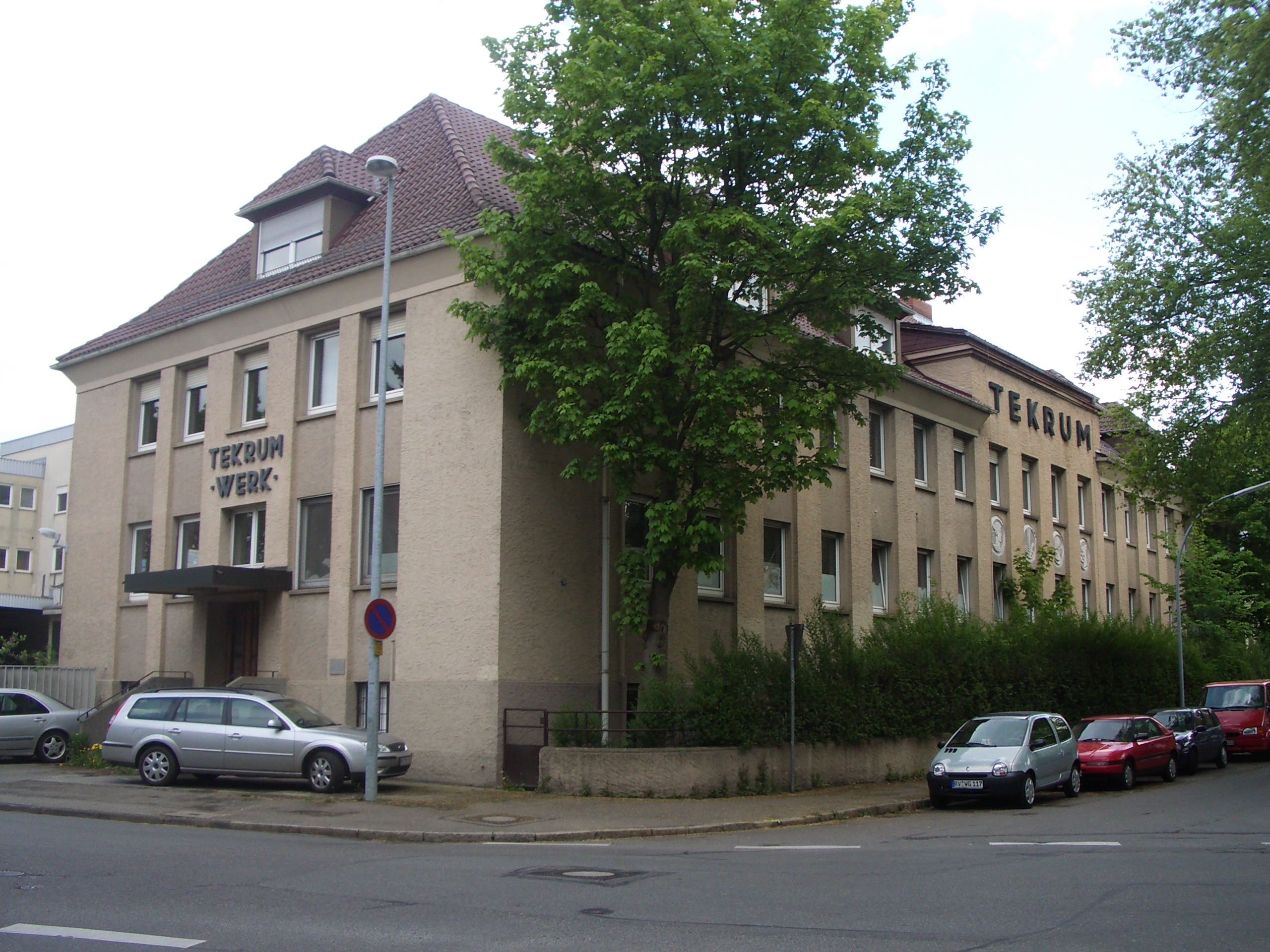
Ehemaliges Tekrum-Werk in der Ziegelstraße in Ravensburg (inzwischen abgerissen)

Tekrum ist eine Marke für Feingebäck und Konditorenprodukte des Schweizer Gebäckherstellers Kambly. Zu den Produkten, die unter dieser Marke vertrieben werden, gehören Tekrum-Florentiner, Mandelhörnchen, Nussecken und Waffelgebäck (Eiswaffeln, Fächerwaffeln, Hohlhippen).

## Geschichte
Die Tekrum-Werk Theodor Krumm GmbH & Co. KG in Ravensburg war einer der führenden Hersteller von Fein- und Eisgebäckspezialitäten in Deutschland. Die Wurzeln des Unternehmens liegen im Café Krumm, das Theodor und Maria Krumm am 17. Dezember 1897 im Gebäude Bachstraße 28 in Ravensburg eröffneten. Theodor Krumm wurde 1871 als Sohn der Bäckersleute Joseph und Maria Krumm in Grötzingen geboren und hatte vor Eröffnung des Cafés in Ravensburg in Lehre und anschließenden Wanderjahren u. a. Herrenberg, Heilbronn, Heidelberg und Speyer gearbeitet, wo er seine Ehefrau kennengelernt hatte. Das elegant im Stil eines Wiener Kaffeehauses eingerichtete Café in Ravensburg war mit eigener Backstube, eigener Konditorei, einer Kaffeerbrennerei und zwei Billardtischen ausgestattet.
1906 wurde Theodor Krumm zum Hoflieferanten der Herzogin von Württemberg ernannt. 1911 erfand Theodor Krumm seine Makrone (nach einem Backblech zu breit verlaufenen Mandelkonfekts die Tekrum-Makrone). 1914 folgte die Bestätigung als Hoflieferanten des König von Württemberg. 1913 wurde im Zuge der erfolgreich vermarkteten Krummschen Mandelmakronen in Ravensburgs' Goldgasse die erste Fabrik gebaut. Ende des Ersten Weltkriegs wurde das Café Krumm auf Grund der schlechten Entwicklung durch Rohstoffmangel und Einwirkungen des Ersten Weltkrieges und 1919 an den aus dem Elsass stammenden Konditor Ernst Schober verkauft und 1928 vom Konditor Richard Rehfuß unter neuen Namen fortgeführt. Nach dem Verkauf des Café Krumm konzentrierte sich Krumm ganz auf die Produktion. 1924 entstand am Stadtrand von Ravensburg in der Ziegelstraße eine neue Fabrik mit Anfangs rund 30 Beschäftigten und die Produktpalette wurde um Eiswaffel-Spezialitäten erweitert. 1925 wurde die Fabrik in der Goldgasse aufgegeben und alle Unternehmensteile befanden sich in der Ziegelstraße.
Aufgrund der erfolgreich laufenden Waffelproduktion wurde die Fabrik 1928 für eine Waffelbäckerei erweitert. 1934 wurde die erste moderne automatische Backanlage erworben und 1936 die erste Backstraße mit einer Tageskapazität von 1.200 bis 1.500 kg eingerichtet. Wie durch den Ersten Weltkrieg wurde die erfolgreiche Entwicklung des Unternehmens auch durch den Zweiten Weltkrieg unterbrochen. Doch trotz Kontingentierungen war das Werk recht gut beschäftigt. 1941 erhielt Tekrum einen Auftrag über die Herstellung einer Million Mürbekekspackungen mit je 100 Gramm und ca. 70.000 kg Lebkuchen, 1942 ging ein Auftrag über die Herstellung von 2 Millionen Kekspackungen und 50.000 kg Lebkuchen ein und 1944 wurde das Werk von der Heeresverwaltung gezwungen die Produktion auf Kommissbrot umzustellen. Nachdem die französische Besatzung in dem beschlagnahmten Werk dort kurze Zeit Weißbrot buk, begann Tekrum 1946 mit der vorübergehenden Produktion von Nudeln, Kindermehl und Vollkornkekse. 1949 wurde wieder mit der Produktion von Fein- und Waffelgebäck begonnen und die bestehenden Werksanlagen erweitert. 1964 wurde die zweite Backstraße aufgestellt. 1968 starb der Firmengründer Theodor Krumm.  1966 verarbeitete Tekrum pro Tag vier Tonnen Mehl, zwei Tonnen Zucker, 1.500 kg Fett und 500 kg Schokolade als Hauptrohstoffe. 1972 beschäftigte Tekrum über 120 Mitarbeiter Nach verschiedenen Rechtsformen firmierte das Unternehmen ab 1974 unter Tekrum-Werk Theodor Krumm GmbH & Co KG. 1981 hatte Tekrum 160 Mitarbeiter. 1987 wurde das 23.000 Quadratmeter große Grundstück in der Schwanenstraße erworben. 1989 beschäftigte das Unternehmen 152 Personen. Schritt für Schritt wurde die Produktion von der Ziegelstraße in eine mehrmals erweiterte Fabrik in die Schwanenstraße verlegt. Seit Oktober 2001 befinden sich alle Betriebsteile in der Schwanenstraße.

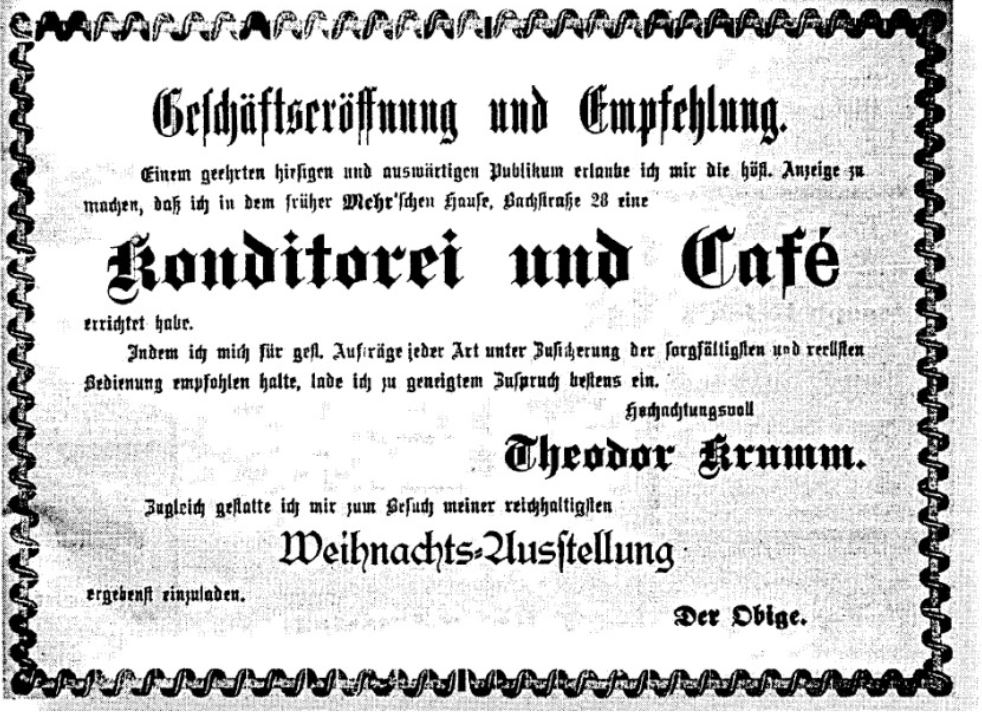
Anzeige zur Eröffnung des Café Krumm 1897
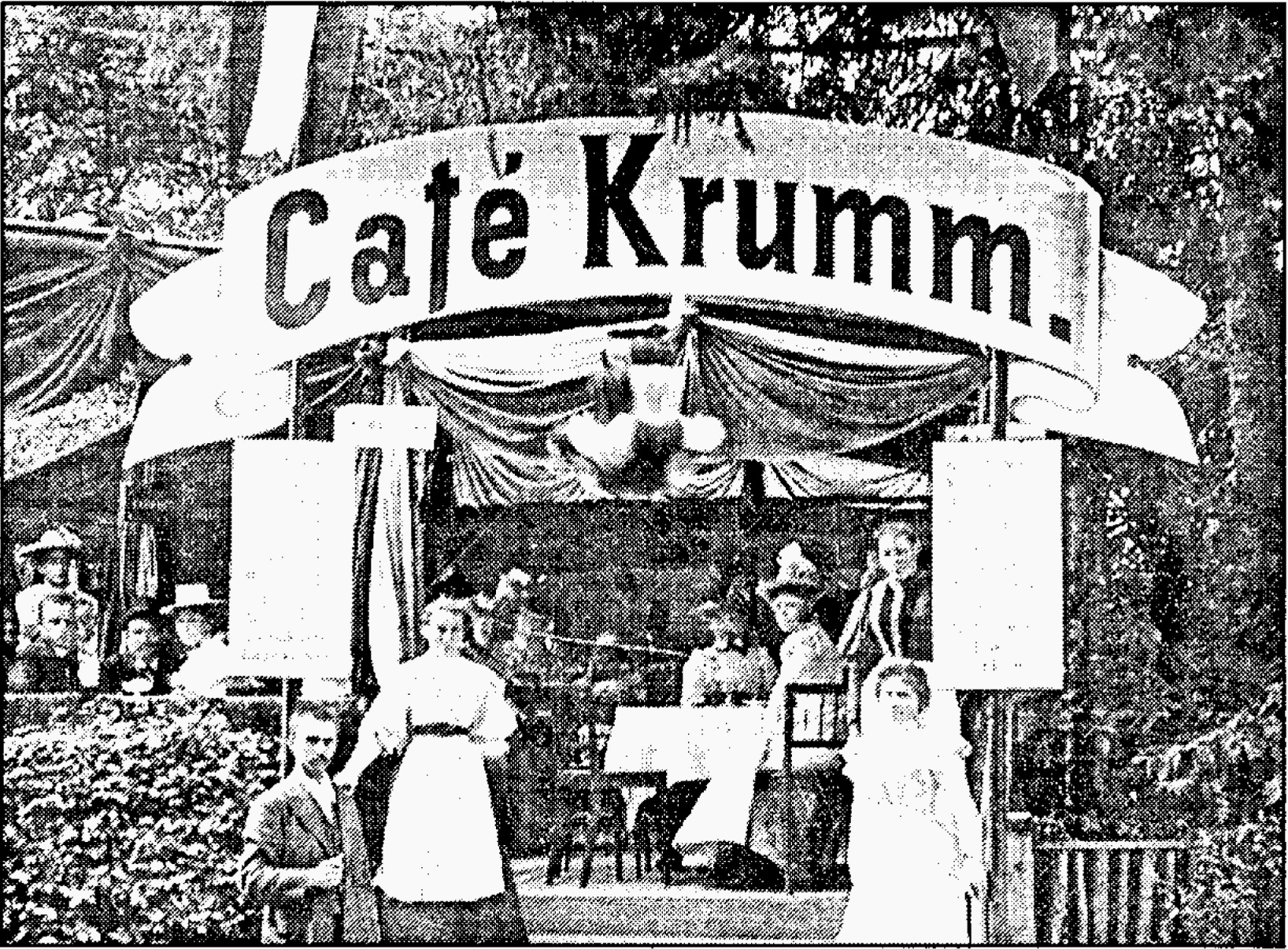
Kaffee-Stand auf dem Rutenfest 1900
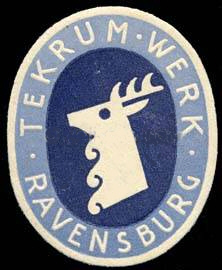
Brief-Verschlussmarke des Tekrum-Werks
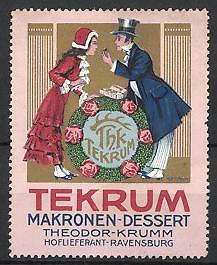
Werbemarke Tekrum Makronen-Dessert
Altes Logo
Logo der Marke Tekrum

1997 wurde es als Familienunternehmen im Besitz verschiedener Zweige der Familie Krumm geführt und hatte fast 400 Mitarbeiter beschäftigt. 1997 beteiligte sich Griesson – de Beukelaer (GdB) mit 50 Prozent an Tekrum. Tekrum setzte Ende der 1990er Jahre mit 350 Mitarbeitern umgerechnet rund 40 Millionen Euro um, 2004 mit 300 Mitarbeitern 26 Millionen Euro. Tekrum produzierte auch für verschiedene Fremdmarken. Im Februar 2005 übernahm Griesson – de Beukelaer rückwirkend zum 1. Januar 2005 auch die restlichen Anteile. Nach der Übernahme verschwand Tekrum als Unternehmen – der Markenname blieb erhalten. Seither werden jedoch rund ein Drittel der klassischen Tekrum-Produkte, darunter die Mandelmakrone, nicht mehr hergestellt. Die bekannten Tekrum-Waffeln werden nicht mehr unter dem Namen „Tekrum“ fabriziert, sondern unter der Dachmarke „de Beukelaer“ von Griesson-de Beukelaer.
Der Standort Ravensburg wurde als Griesson – de Beukelaer Werk Ravensburg geführt. Dort produzierten damals über 280 Mitarbeiter Premium-Konditorenprodukte der Marke Tekrum sowie von 2006 bis 2012 auch unter der Marke Mövenpick. Erstmals 2006 startete eine bundesweite Fernsehkampagne für die Marke Tekrum. Die Produktion der traditionellen „Tekrum-Mandelmakronen“ wurde 2007 eingestellt. Etwa 100 Arbeitsplätze wurden bis Ende 2015 abgebaut.
Zum Jahreswechsel 2015/2016 wurde der Verkauf von Tekrum an den Schweizer Biscuit-Hersteller Kambly bekannt. Die Übergabe erfolgte nach Restrukturierungen im Jahr 2016 zum 1. Januar 2017. Die 169 verbliebenen Mitarbeiter produzieren seitdem Feingebäck unter den Marken Kambly und Tekrum.